# Spoorlijn Heide - Büsum
De spoorlijn Heide - Büsum is een Duitse spoorlijn als spoorlijn 1206 onder beheer van DB Netze.

## Geschiedenis
Het traject werd door de Wesselburen–Heider Eisenbahngesellschaft op 1 november 1878 geopend. Op 1 juli 1890 werd de Westholsteinische Eisenbahn-Gesellschaft overgenomen door de Preußischen Staatsbahn.

## Treindiensten
De Deutsche Bahn verzorgde tot 1993 het personenvervoer op dit traject met RB met treinen bestaande uit locomotief van de serie 212 met Silberling-Steuerwagen.
De AKN Eisenbahn (AKN) verzorgde sinds 5 november 2000 het personenvervoer op dit traject met RB treinen. De Schleswig-Holstein-Bahn (SHB), een dochter van AKN Eisenbahn (AKN) verzorgde sinds 14 december 2003 het personenvervoer op dit traject met RB met treinen van het type Coradia LINT 41.
De treindienst werd per 11 december 2011 overgenomen door de Nordbahn.
| Serie | Treinsoort              | Route                                                           | Bijzonderheden |
| ----- | ----------------------- | --------------------------------------------------------------- | -------------- |
| RB 63 | Regionalbahn (Nordbahn) | Neumünster – Hohenwestedt – Nordhastedt – Heide (Holst) – Büsum |                |

## Aansluitingen
In de volgende plaatsen is of was er een aansluiting op de volgende spoorlijnen:
Heide
DB 1042, spoorlijn tussen Neumünster en Heide
DB 1207, spoorlijn tussen Heide en Karolinenkoog
DB 1210, spoorlijn tussen Elmshorn en Westerland

## Afbeeldingen

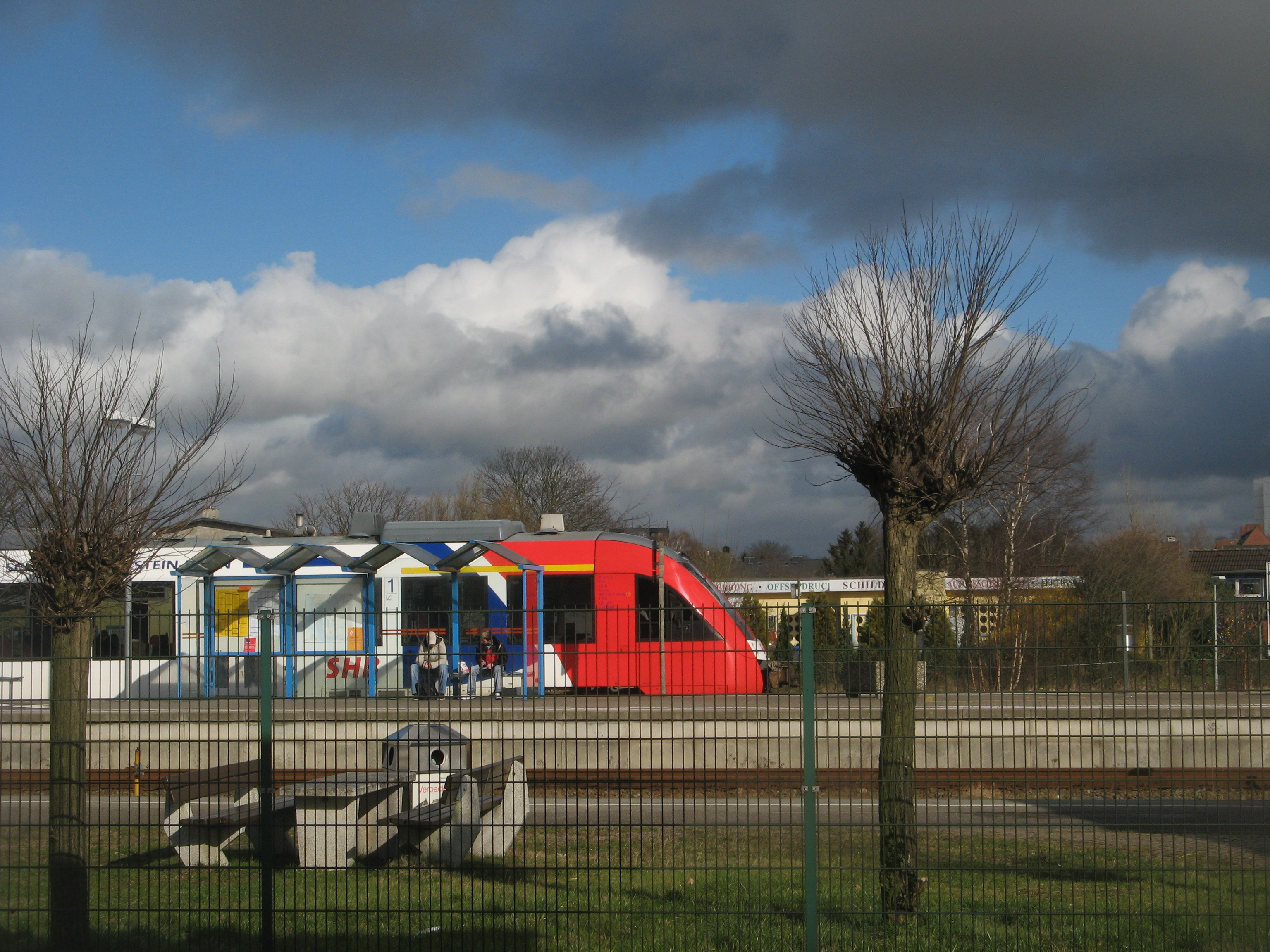
Station Heide
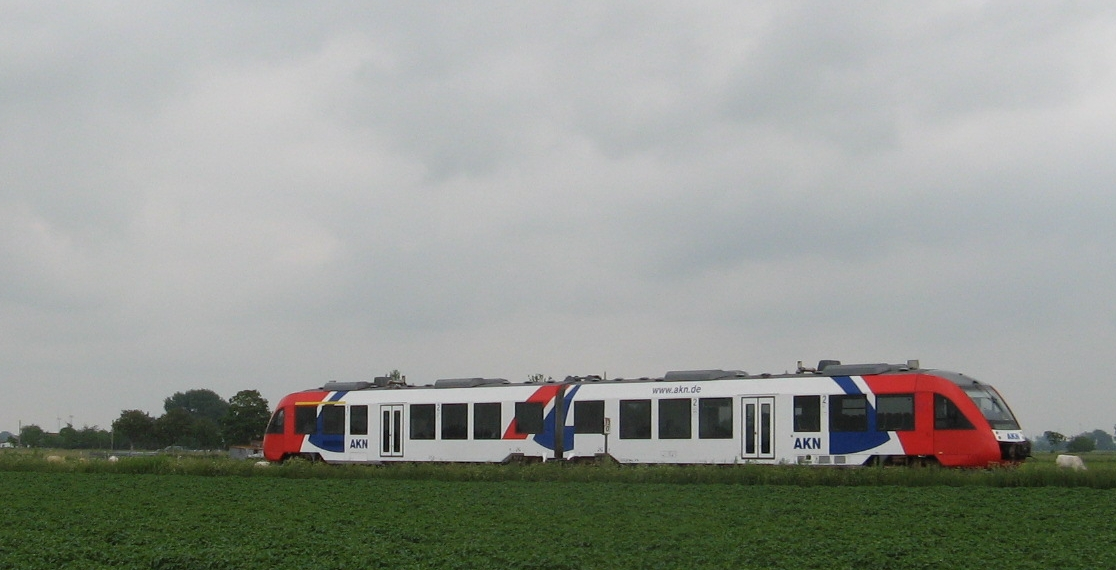
trein bij Jarrenwisch
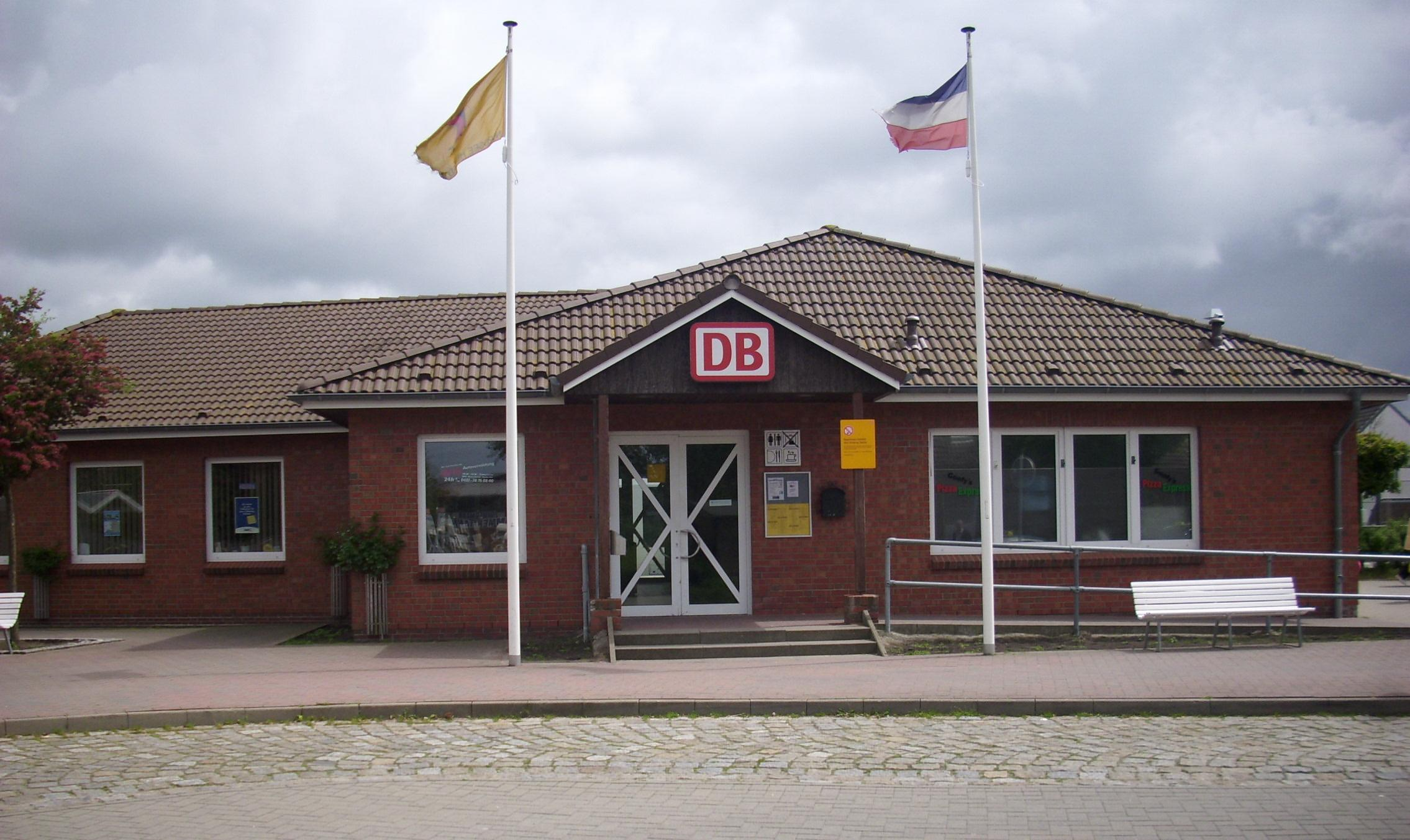
Station Büsum, 2010